# Polisens tjänsteutmärkelse

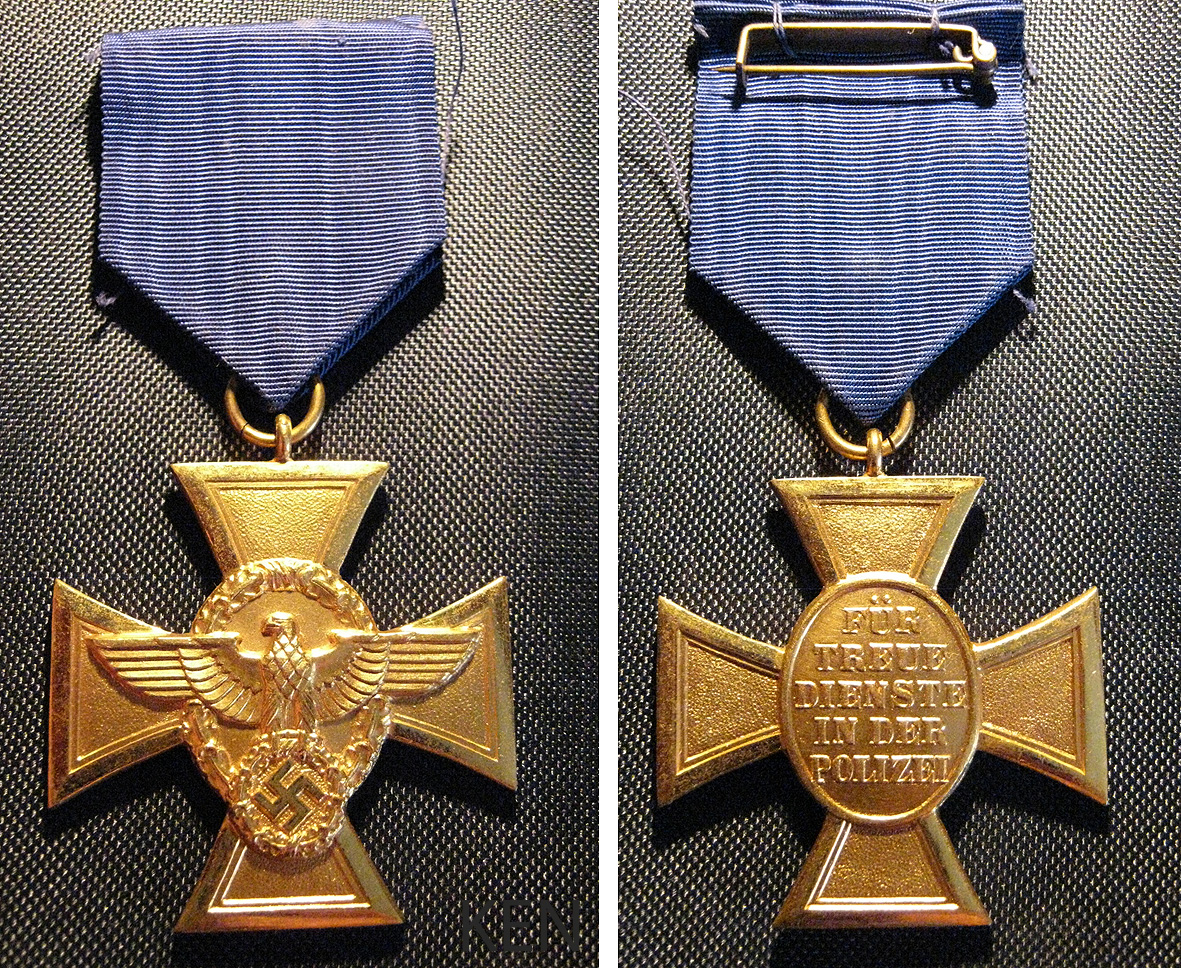
Första klassens tjänsteutmärkelse

Polisens tjänsteutmärkelse (tyska Polizei-Dienstauszeichnung) var en tysk tjänsteutmärkelse som instiftades av Adolf Hitler den 30 januari 1938. Den förlänades i tre klasser åt välmeriterade polismän. Aversen pryds med den tyska örnen och hakkorset, medan reversen har inskriptionen Für treue Dienste in der Polizei.

## Klasser
- Första klassen: 25 års trogen tjänst
- Andra klassen: 18 års trogen tjänst
- Tredje klassen: 8 års trogen tjänst